# Landesregierung Wenzl II
Die Landesregierung Wenzl II unter Landeshauptmann Erwin Wenzl (ÖVP) bildete die Oberösterreichische Landesregierung in der XXI. Gesetzgebungsperiode des Oberösterreichischen Landtags vom Beginn der Gesetzgebungsperiode am 16. November 1973 bis zum Rücktritt Wenzls am 19. Oktober 1977. Der Landesregierung Wenzl II folgte die Landesregierung Ratzenböck I nach.
Nach der Landtagswahl 1973 war die Österreichische Volkspartei (ÖVP) wieder als stimmenstärkste Partei aus der Wahl hervorgegangen und konnte fünf der neun Regierungsmitglieder stellen. Vier Regierungsmitglieder entfielen auf die Sozialdemokratische Partei Österreichs (SPÖ). Gegenüber der Vorgängerregierung gab es zunächst nur wenig Änderungen. Lelio Spannocchi (ÖVP) war als Landesrat ausgeschieden um das Amt des Ersten Landtagspräsidenten zu übernehmen, ihm folgte Josef Ratzenböck nach. Während der Amtsperiode verließ Josef Fridl (SPÖ) am 5. Dezember 1974 die Landesregierung. Ihm folgte am selben Tag der bisherige Landesrat Rupert Hartl in das Amt des Landeshauptmann-Stellvertreters nach. Neuer Landesrat wurde Josef Schützenberger.

## Regierungsmitglieder
| Amt                                                     | Name                 | Partei | Zuständigkeitsbereiche                                  |
| ------------------------------------------------------- | -------------------- | ------ | ------------------------------------------------------- |
| Landeshauptmann                                         | Erwin Wenzl          | ÖVP    |                                                         |
| Landeshauptmann-Stellvertreter                          | Rupert Hartl         | SPÖ    |                                                         |
| Landeshauptmann-Stellvertreter                          | Gerhard Possart      | ÖVP    |                                                         |
| Landesrat                                               | Johann Diwold        | ÖVP    |                                                         |
| Landesrat                                               | Josef Ratzenböck     | ÖVP    |                                                         |
| Landesrat                                               | Rudolf Trauner       | ÖVP    |                                                         |
| Landesrat                                               | Ernst Neuhauser      | SPÖ    |                                                         |
| Landesrat                                               | Hermann Reichl       | SPÖ    | Energierecht, Wasserrecht, Verkehrsgewerbe, Sozialwesen |
| Landesrat                                               | Josef Schützenberger | SPÖ    |                                                         |
| Vorzeitig ausgeschiedene Mitglieder der Landesregierung |                      |        |                                                         |
| Landeshauptmann-Stellvertreter                          | Josef Fridl          | SPÖ    |                                                         |